# Гран-при Бельгии 1998 года
Гран-при Бельгии 1998 года — 13-й этап чемпионата мира Формулы-1 сезона 1998 года прошёл на трассе Спа-Франкоршам в Спа, Бельгия, 30 августа.
Гонка проходила под проливным дождём, вследствие чего в массовый завал на первом круге было вовлечено 15 автомобилей. Вылет Хаккинена в первом же повороте во время повторного старта, столкновение лидирующего Михаэля Шумахера и Дэвида Култхарда, столкновение Физикеллы и Накано, масса ошибок и вылетов с трассы. Двадцать вторая победа Дэймона Хилла, первая победа и первый дубль команды Jordan.

## Квалификация
| Место | №  | Гонщик                 | Команда             | Time     | Diff.  |
| ----- | -- | ---------------------- | ------------------- | -------- | ------ |
| 1     | 8  | Мика Хаккинен          | McLaren-Mercedes    | 1:48,682 | +0,000 |
| 2     | 7  | Дэвид Култхард         | McLaren-Mercedes    | 1:48,845 | +0,163 |
| 3     | 9  | Деймон Хилл            | Jordan-Honda        | 1:49,728 | +1,046 |
| 4     | 3  | Михаэль Шумахер        | Ferrari             | 1:50,027 | +1,345 |
| 5     | 4  | Эдди Ирвайн            | Ferrari             | 1:50,189 | +1,507 |
| 6     | 1  | Жак Вильнёв            | Williams-Mecachrome | 1:50,204 | +1,522 |
| 7     | 5  | Джанкарло Физикелла    | Benetton-Playlife   | 1:50,462 | +1,780 |
| 8     | 10 | Ральф Шумахер          | Jordan-Honda        | 1:50,501 | +1,819 |
| 9     | 2  | Хайнц-Харальд Френтцен | Williams-Mecachrome | 1:50,686 | +2,004 |
| 10    | 14 | Жан Алези              | Sauber-Petronas     | 1:51,189 | +2,507 |
| 11    | 6  | Александр Вурц         | Benetton-Playlife   | 1:51,648 | +2,966 |
| 12    | 15 | Джонни Херберт         | Sauber-Petronas     | 1:51,851 | +3,169 |
| 13    | 12 | Ярно Трулли            | Prost-Peugeot       | 1:52,572 | +3,890 |
| 14    | 18 | Рубенс Баррикелло      | Stewart-Ford        | 1:52,670 | +3,988 |
| 15    | 11 | Оливье Панис           | Prost-Peugeot       | 1:52,784 | +4,102 |
| 16    | 16 | Педру Динис            | Arrows              | 1:53,037 | +4,355 |
| 17    | 19 | Йос Ферстаппен         | Stewart-Ford        | 1:53,149 | +4,467 |
| 18    | 17 | Мика Сало              | Arrows              | 1:53,207 | +4,525 |
| 19    | 21 | Тораносукэ Такаги      | Tyrrell-Ford        | 1:53,237 | +4,555 |
| 20    | 20 | Рикарду Россе          | Tyrrell-Ford        | 1:54,850 | +6,168 |
| 21    | 22 | Синдзи Накано          | Minardi-Ford        | 1:55,084 | +6,402 |
| 22    | 23 | Эстебан Туэро          | Minardi-Ford        | 1:55,520 | +6,838 |

## Гонка
Столкновение Михаэля Шумахера и Дэвида Култхарда стало одним из самых драматичных моментов сезона, споры о котором не утихают по сей день. Михаэль Шумахер лидировал и проходил отстающего на круг Дэвида Култхарда из McLaren. Дэвид, несмотря на синие флаги, в течение трёх кругов не пропускал его, из-за чего Жану Тодту пришлось сходить на капитанский мостик McLaren и лично заострить на этом внимание Рона Денниса. Кругом позже Михаэль уже вплотную настиг шотландца и готов был его обойти, когда Дэвид после прохождения одного из поворотов замедлился, но при этом остался на траектории, и немецкий гонщик, из-за плохой видимости, не успел сместиться левее из-за чего произошло столкновение, в результате которого автомобиль Шумахера потерял правое переднее колесо, а автомобиль Култхарда — заднее антикрыло. Шумахер сумел сохранить контроль над машиной и даже проехал оставшееся расстояние до боксов на очень большой скорости, как будто не придавал большого значения тому, что у автомобиля отсутствует одно колесо. Оба гонщика добрались до боксов, и разгневанный гонщик Ferrari ворвался в боксы McLaren с криками: «Ты хотел убить меня!», окружающие едва удержали Михаэля от драки с Дэвидом.
Столкновение между Шумахером и Култхардом в Спа было в центре внимания общественности Формулы-1 после этой гонки. Журналисты называли это столкновение легендарной «подставой» McLaren. Немецкий гонщик публично обвинил шотландца в том, что он намеренно затормозил перед ним на мокрой трассе. В свою очередь Култхард отрицал какую-либо свою вину и заявил, что Шумахер «вёл себя, как настоящее животное».
Продолжение конфронтации между двумя людьми, которым вскоре предстояло бороться колесо к колесу на скорости 300 км/ч, могло стать бомбой замедленного действия под Формулой-1. Поэтому президент FIA Макс Мосли приложил все усилия, чтобы устроить их личную встречу до следующей гонки. И вот, после достаточно продолжительной беседы с глазу на глаз, многочисленные фотокорреспонденты смогли запечатлеть Шумахера и Култхарда, пожимающими друг другу руки. Гонщики помирились, хотя, как сообщается, никто из них так и не извинился. Шумахер заявил, что теперь уверен: Дэвид действовал ненамеренно. Култхардом, в частности, были произнесены следующие слова: «Мы объяснились. Есть вещи, на которые мы смотрим по-разному, но у Михаэля не было иного выбора, как поверить моим словам. Ведь он не может заглянуть мне в душу.»
| Место | С  | №  | Гонщик                 | Конструктор         | Ш | Круги | Время/причина схода                        | О  |
| ----- | -- | -- | ---------------------- | ------------------- | - | ----- | ------------------------------------------ | -- |
| 1     | 3  | 9  | Деймон Хилл            | Jordan-Mugen-Honda  | G | 44    | 1:43:47,407                                | 10 |
| 2     | 8  | 10 | Ральф Шумахер          | Jordan-Mugen-Honda  | G | 44    | +0,932                                     | 6  |
| 3     | 10 | 14 | Жан Алези              | Sauber-Petronas     | G | 44    | +7,240                                     | 4  |
| 4     | 9  | 2  | Хайнц-Харальд Френтцен | Williams-Mecachrome | G | 44    | +32,242                                    | 3  |
| 5     | 16 | 16 | Педру Динис            | Arrows              | B | 44    | +51,682                                    | 2  |
| 6     | 13 | 12 | Ярно Трулли            | Prost-Peugeot       | B | 42    | +2 круга                                   | 1  |
| 7     | 2  | 7  | Дэвид Култхард         | McLaren-Mercedes    | B | 39    | +5 кругов                                  |    |
| 8     | 21 | 22 | Синдзи Накано          | Minardi-Ford        | B | 39    | +5 кругов                                  |    |
| Сход  | 7  | 5  | Джанкарло Физикелла    | Benetton-Playlife   | B | 26    | Столкновение                               |    |
| Сход  | 4  | 3  | Михаэль Шумахер        | Ferrari             | G | 25    | Столкновение                               |    |
| Сход  | 5  | 4  | Эдди Ирвайн            | Ferrari             | G | 25    | Вылет                                      |    |
| Сход  | 22 | 23 | Эстебан Туэро          | Minardi-Ford        | B | 17    | Коробка передач                            |    |
| Сход  | 6  | 1  | Жак Вильнёв            | Williams-Mecachrome | G | 16    | Вылет                                      |    |
| Сход  | 19 | 21 | Тораносукэ Такаги      | Tyrrell-Ford        | G | 10    | Вылет                                      |    |
| Сход  | 17 | 19 | Йос Ферстаппен         | Stewart-Ford        | B | 8     | Двигатель                                  |    |
| Сход  | 1  | 8  | Мика Хаккинен          | McLaren-Mercedes    | B | 0     | Столкновение                               |    |
| Сход  | 11 | 6  | Александр Вурц         | Benetton-Playlife   | B | 0     | Столкновение                               |    |
| Сход  | 12 | 15 | Джонни Херберт         | Sauber-Petronas     | G | 0     | Столкновение                               |    |
| НС    | 15 | 18 | Рубенс Баррикелло      | Stewart-Ford        | B |       | Массовое столкновение до повторного старта |    |
| НС    | 14 | 11 | Оливье Панис           | Prost-Peugeot       | B |       | Массовое столкновение до повторного старта |    |
| НС    | 18 | 17 | Мика Сало              | Arrows              | B |       | Массовое столкновение до повторного старта |    |
| НС    | 20 | 20 | Рикарду Россет         | Tyrrell-Ford        | G |       | Массовое столкновение до повторного старта |    |

- Лучший круг: Михаэль Шумахер 2:03,766
- Лидирование в гонке: Деймон Хилл (круги 1—7, 26—44); Михаэль Шумахер (круги 8—25)[1][2]
- За весь гоночный уик-энд было разбито 23 машины, из них 14 по разным причинам сошли в гонке[источник?].